# Френц, Вальтер
Вальтер Френц (нем. Walter Frentz; 21 августа 1907, Хайльбронн, земля Баден-Вюртемберг, Германская империя — 6 июля 2004, Иберлинген, земля Баден-Вюртемберг, Германия) — немецкий фотограф, кинооператор, режиссёр. С 1939 по 1945 год кинооператор в ближнем кругу Адольфа Гитлера.

## Биография

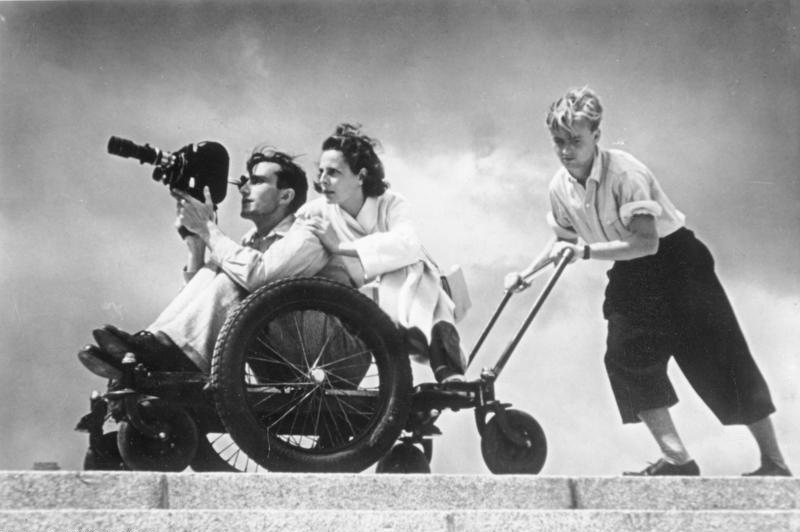
Лени Рифеншталь и оператор Вальтер Френц на съёмках фильма «Олимпия», август 1936

Родился в 1907 году в Хайльбронне в семье повара Альберта Френца и его жены Вильгельмины, урожденной Неер. В 1912 году семья переехала в Штутгарт.
С детства Френц увлекался водными видами спорта и фотографией. Будучи участником молодежного движения, в 1923 году он начал заниматься греблей на каноэ. В 1927 году стал изучать электротехнику в Высшей технической школе в Мюнхене. В следующем году основал Студенческую группу немецких гребцов каяков в Киле. Шесть лет возглавлял организацию любителей водных видов спорта в немецких университетах и училищах, был членом Немецкой ассоциации каноэ. В 1930 году после перевода в Высшую техническую школу в Берлине начал снимать фильмы о байдарках. При этом стал настоящим мастером ручной камеры. Это были первые съёмки, сделанные во время путешествий на байдарке. Зрелищные для того времени фильмы принесли ему раннюю известность среди каноистов.
Во время учёбы познакомился с Альбертом Шпеером, который позже порекомендовал его Лени Рифеншталь в качестве оператора фильма «Победа веры» о съезде НСДАП. Впоследствии стал одним из самых важных операторов Рифеншталь и в значительной степени сформировал визуальный стиль её пропагандистских фильмов. Участвовал в съёмках фильмов «Триумф воли» (1935) и «Олимпия» (1938) о Летних Олимпийских играх 1936 года в Берлине. Некоторые из снятых им кадров стали одними из самых известных в этих фильмах, например, поездка Гитлера по Нюрнбергу в «Триумфе воли» или марафон в «Олимпии». Особенностью Френца была «субъективная камера». Кроме того, в период с 1934 по 1938 год он сам снял ряд культурфильмов.
В апреле 1938 года он с камерой сопровождал Гитлера в поездке по Австрии вскоре после так называемого аншлюса. В 1939 году дважды посетил Москву — 23 и 24 августа как оператор Риббентропа по случаю подписания пакта о ненападении и в октябре. Во время второй поездки сделал ряд цветных фотоснимков.
В начале сентября 1939 года начал свою работу в качестве военного оператора в ставке фюрера. Снял Гитлера во время парада победы в Варшаве 5 октября 1939 года. 17 июня 1940 года он также снял знаменитые кадры с пританцовывающим Гитлером в штаб-квартире недалеко от Брюли-де-Пеш в Бельгии после сообщения о том, что Франция попросила о перемирии. Вместе со Шпеером, Арно Брекером и Германом Гизлером Френц в качестве оператора сопровождал Гитлера во время его краткого визита в поверженный Париж.
14–16 августа 1941 года сопровождал рейхсфюрера СС Генриха Гиммлера в Минск, став свидетелем показательной казни. 15 августа 1941 года записал в своем дневнике:

Завтрак с рейхсфюрером СС в Минске, лагерь для заключённых, казнь, обед в Доме правительства, психбольница, колхоз. Рейхсфюрер СС взял с собой двух белорусских мальчиков (для отправки в Берлин). Принят в ряды СС генерал-лейтенантом Вольфом.

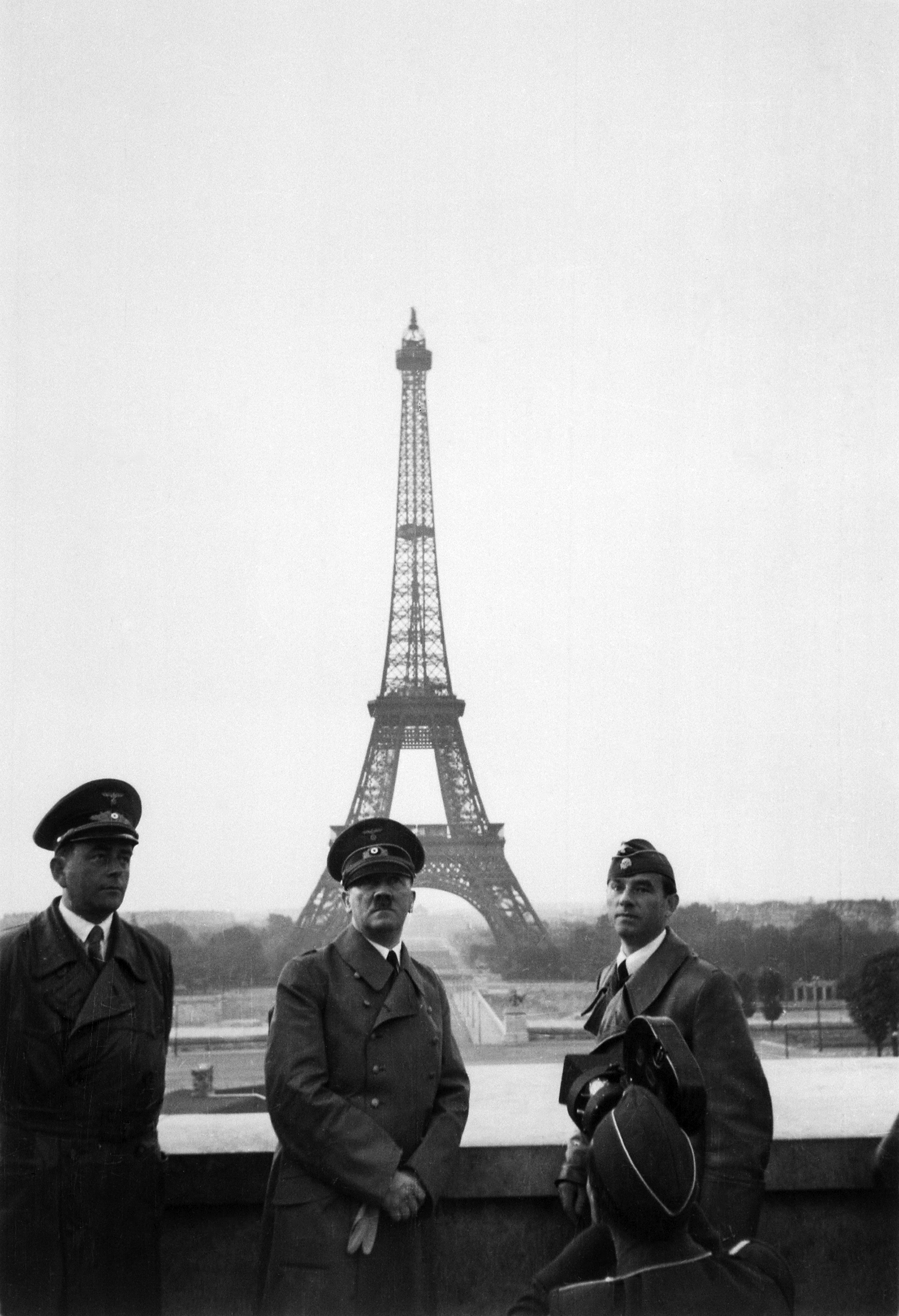
Вальтер Френц снимает Гитлера со Шпеером и Брекером в поверженном Париже. 23 июня 1940 года

С 1941 года — унтерштурмфюрер Ваффен-СС, с 1941 года — лейтенант люфтваффе. Помимо работы военным оператором, всегда много фотографировал, сначала на чёрно-белую, потом на цветную пленку, а с 1943 года почти исключительно на цветную пленку. На снимках Гитлер изображён на совещаниях в ставке «Волчье логово», при демонстрации оружия, во время поездок на фронт, перед архитектурными моделями и в частной обстановке в Бергхофе. Кроме того, Френц сделал много снимков посетителей и людей из окружения Гитлера, таких как Юлиус Шауб, Мартин Борман, Генрих Гиммлер или Альберт Шпеер, а также Евы Браун, Траудль Юнге и овчарки Гитлера Блонди. Фотографии не предназначались для публикации. После смерти имперского министра вооружения и боеприпасов Фрица Тодта 8 февраля 1942 года Гитлер поручил ему сделать цветные студийные портреты великих деятелей рейха – политиков, военных, партийных работников, промышленников и прежде всего кавалеров Рыцарского креста, а также государственных гостей. К 1945 году были созданы тысячи портретов.
Для немецкой кинохроники Френц делал съёмки не только в ставке фюрера, но и на театрах военных действий. В июне 1942 года он снимал обстрел Севастополя. Френц также выполнил ряд съёмок по заказу Альберта Шпеера. К ним относятся документальные фильмы об укреплениях на атлантическом побережье («Атлантическая стена») и в Альпах, а также о проектах вооружения, таких как «Оружие возмездия» A4. В ходе этих съёмок был сделан ряд цветных фотографий на заводе Миттельверк концлагеря Миттельбау-Дора, где подневольные рабочие изготовили ракету А4. Постановочные фотографии, на которых не изображены страдания заключённых и жестокое обращение со стороны СС, теперь широко используются для иллюстрации принудительного труда во времена Третьего рейха.
В начале 1945 года Френц начал фотографировать в цвете разрушенные войной немецкие города — Берлин, Дрезден, Франкфурт-на-Майне, Фрайбург, Хайльбронн, Кёльн, Мюнхен, Нюрнберг, Падерборн, Ульм. В конце марта 1945 года сделал последние и на сегодняшний день широко известные кинокадры с Гитлером: награждение детей-солдат во дворе Новой рейхсканцелярии. 24 апреля 1945 года Френц покинул Берлин и провел последние дни войны в Оберзальцберге.
После войны Френц дважды на короткое время был интернирован американцами. Отсутствие известности позволило ему вскоре вернуться к работе в качестве режиссёра и оператора культурфильмов. Его работа в кино после 1945 года имела маргинальное значение. Френц снимал туристические, образовательные и информационные фильмы для федеральных министерств, а также фильмы о байдарках. С 1960-х годов различные авторы (в том числе Джон Толанд, Дэвид Ирвинг, Гитта Серени) брали у него интервью. Примерно в это же время он также начал продавать свои фотографии времен нацизма. В 1990-х годах растущий интерес к цветной фотографии во времена Третьего рейха привёл к более широкому использованию его работ в немецких и зарубежных средствах массовой информации. Снимки использовались как для серьёзных публикаций, так и для распространения в правых и правоэкстремистских кругах.

## Избранная фильмография

### Операторские работы
- 1933 — Wasser hat Balken / У воды есть балки
- 1933 — Der Sieg des Glaubens / Победа веры
- 1935 — Triumph des Willens / Триумф воли
- 1935 — Tag der Freiheit — Unsere Wehrmacht / День свободы — Наш вермахт
- 1936 — Jugend der Welt. Der Film von den IV. Olympischen Winterspielen in Garmisch-Partenkirchen / Молодежь мира
- 1938 — Olympia / Олимпия
- 1940 — Feldzug in Polen / Поход на Польшу